# رنا هاسگاوا
رنا هاسگاوا (انگلیسی: Rena Hasegawa؛ زادهٔ ۱۵ مارس ۲۰۰۱) آیدل ژاپنی، و صداپیشگی در ژاپن اهل ژاپن است.